# Raor
Els raors (Xyrichtys novacula), anomenats també rasors (rasons), són uns peixos de la família dels làbrids (Labridae). El nom científic i el vulgar provenen de la semblança amb un ganivet o navalla d'afaitar. A la costa catalana del Garraf i del Maresme se'ls coneix amb el nom de lloritos, segurament per la seva varietat de colors similar a la dels lloros.

## Morfologia
La talla màxima és de 30 cm. Els mascles són més grossos que les femelles. El cos és molt comprimit lateralment i les escates són grosses. Presenta un perfil cefàlic vertical. Els ulls són petits i es troben a la part superior del cap. La boca, també petita, presenta uns forts incisius que surten a l'exterior de la boca. L'aleta dorsal és molt llarga amb la part anterior baixa. L'anal és llarga. La caudal és, al contrari, petita. És de color gris rosat amb línies transversals blaves al cap. El ventre és blanc i les aletes són rosades i blaves. El mascle té una taca blava al ventre i té el dors verdós.

## Ecologia
Apareix en aigües càlides i temperades del Mediterrani i de l'Atlàntic. És més abundant a la zona meridional dins el Mediterrani occidental. És un peix d'hàbitat bentònic i viu a grans extensions d'arena molt fina i neta, on s'enterra, a fondàries que comprenen entre els 2 i 50 metres (a l'hivern es desplaça a major fondària). És l'únic làbrid que només apareix a fons arenosos. Viu en petites agrupacions (un mascle amb diverses femelles). Quan es veu amenaçada entra de cap dins l'arena i queda ben enterrada. S'alimenta de tota classe d'invertebrats bentònics. Es reprodueix durant l'estiu quan s'aproxima a la costa. Els ous són planctònics.